# Munnopsoides tattersalli
Munnopsoides tattersalli là một loài chân đều trong họ Munnopsidae. Loài này được Birstein miêu tả khoa học năm 1963.